# Ладіслав Черний
Ладіслав Черний (словац. Ladislav Čierny; народився 3 листопада 1974 у м. Зволен, ЧССР) — словацький хокеїст, захисник. 
Вихованець хокейної школи ХКм «Зволен». Виступав за ХКм «Зволен», «Слован» (Братислава), ХК «Чеські Будейовиці», «Лада» (Тольятті), «Сєвєрсталь» (Череповець).
У складі національної збірної Словаччини провів 123 матчі (11 голів); учасник чемпіонатів світу 2002, 2003 і 2004, учасник Кубка світу 2004. У складі молодіжної збірної Словаччини учасник чемпіонату світу 1994 (група C).
Досягнення
- Чемпіон світу (2002), бронзовий призер (2003)
- Бронзовий призер чемпіонату Росії (2003, 2004).